# Équipe de France masculine de handball aux Jeux olympiques d'été de 2016
Cet article relate le parcours de l'Équipe de France de masculine handball lors des Jeux olympiques de 2016 organisé au Brésil. Il s'agit de la 7e participation de la France aux Jeux olympiques.
Après un premier match engagé face à la Tunisie conclu par une victoire 25 à 23, les Français s'imposent largement 35 à 20 face au vice-champion du monde qatarien puis 31 à 24 face à l'Argentine. Assuré d'être qualifiée en quart de finale, la France s'incline ensuite 28 à 29 face à une Croatie qui est de retour après un début de compétition difficile (défaite 23 à 30 face au Qatar et courte victoire 27 à 26 face à l'Argentine). Enfin, la victoire 33 à 30 face au Danemark permet aux Experts de terminer à la deuxième place de la poule.
Opposé au Brésil en quart de finale, les locaux, portés par leur public, tiennent tête à la France jusqu’à la 40e minute (22-22) mais ne peuvent lutter sur la durée et les Français s’imposent finalement 34 à 27.
En demi-finale, les Experts jouent contre l'Allemagne, championne d'Europe en titre. Menant jusqu'à sept points d'écart à vingt minutes de la fin (24-17), la France s'impose grâce à un but incroyable de Daniel Narcisse 29 à 28 dans les ultimes secondes du match.
En finale, le Danemark met fin à la série de dix victoires en finale internationale (Championnat du monde 1993) en battant l'équipe de France 28 à 26 : la France récolte la médaille d'argent comme son homologue féminine.

## Présentation

### Qualifications
L'Équipe de France décroche son billet pour le tournoi olympiques à l'issue du Championnat du monde 2015 se déroulant au Qatar qu'elle remporte.

### Matchs de préparation
Après la rassemblement à Paris (23 juin), la préparation de l'équipe de France s'est effectué en 4 phases : La Toussuire (24 juin-3 juillet), Rodez Aveyron (6-15 juillet), Strasbourg (18-25 juillet) et Enghien Les Bains (28 juillet-1er août).
Dans le cadre de ce rassemblement, l'équipe de France a disputé, les 22 et 24 juillet 2016, deux matchs de préparation à l’occasion de l'Eurotournoi à Strasbourg : le vendredi 22 juillet, à 18h00 où la France bat l'Égypte à l'occasion des demi-finales et se hisse en finale, le dimanche 24 juillet où les experts se défont du Danemark et remporte la compétition.
| Équipe 1 | Résultat | Équipe 2 |
| -------- | -------- | -------- |
| France   | 30-26    | Égypte   |
| France   | 29-25    | Danemark |

### Maillots
L'équipe de France porte pendant les Jeux de Rio de Janeiro un maillot confectionné par l'équipementier Adidas.
| Couleurs | Bleu, blanc et rouge |
| Marque   | Adidas               |
| Domicile | Extérieur            |

### Effectif
L'effectif de la sélection pour le tournoi olympique est :

## Tour préliminaire

### Classement
|   | Équipe    | Pts | J | G | N | P | Bp  | Bc  | Diff | Dép |
| - | --------- | --- | - | - | - | - | --- | --- | ---- | --- |
| 1 | Croatie   | 8   | 5 | 4 | 0 | 1 | 147 | 134 | 13   | +1  |
| 2 | France    | 8   | 5 | 4 | 0 | 1 | 152 | 126 | 26   | -1  |
| 3 | Danemark  | 6   | 5 | 3 | 0 | 2 | 136 | 127 | 9    | -   |
| 4 | Qatar     | 5   | 5 | 2 | 1 | 2 | 122 | 127 | -5   | -   |
| 5 | Argentine | 2   | 5 | 1 | 0 | 4 | 110 | 126 | -16  | -   |
| 6 | Tunisie   | 1   | 5 | 0 | 1 | 4 | 118 | 145 | -27  | -   |

|  | Qualifié pour les quarts de finale                                                                                     |
|  | Éliminé |
|  | Pts points ; J joués ; G victoires ; N nuls ; P défaites BP buts marqués ; BC buts encaissés ; Diff différence de buts |

### Résultats détaillés
Remarque : toutes les heures sont locales (UTC−3). En Europe (UTC+2), il faut donc ajouter 5 heures.
| 7 août 2016 19 h 50 | France        | 25 - 23   | Tunisie     | Future Arena, Rio de Janeiro Arbitrage : Geipel, Helbig |
| 7 août 2016 19 h 50 | Kentin Mahé 5 | (16 - 11) | Issam Tej 6 | Future Arena, Rio de Janeiro Arbitrage : Geipel, Helbig |
| 7 août 2016 19 h 50 | ×3 ×1         | Rapport   | ×4 ×6       | Future Arena, Rio de Janeiro Arbitrage : Geipel, Helbig |

| 9 août 2016 9 h 30 | Qatar                       | 20 - 35   | France      | Future Arena, Rio de Janeiro Arbitrage : Horáček, Novotný |
| 9 août 2016 9 h 30 | Marković, Capote, Bagarić 4 | (13 - 16) | Luc Abalo 7 | Future Arena, Rio de Janeiro Arbitrage : Horáček, Novotný |
| 9 août 2016 9 h 30 | ×3                          | Rapport   | ×2 ×4       | Future Arena, Rio de Janeiro Arbitrage : Horáček, Novotný |

| 11 août 2016 21 h 50 | France      | 31 - 24   | Argentine                   | Future Arena, Rio de Janeiro Arbitrage : Nachevski, Nikolov |
| 11 août 2016 21 h 50 | Luc Abalo 7 | (17 - 13) | Federico Gastón Fernández 8 | Future Arena, Rio de Janeiro Arbitrage : Nachevski, Nikolov |
| 11 août 2016 21 h 50 | ×3 ×4 ×1    | Rapport   | ×2 ×5                       | Future Arena, Rio de Janeiro Arbitrage : Nachevski, Nikolov |

| 13 août 2016 11 h 30 | Croatie         | 29 - 28   | France            | Future Arena, Rio de Janeiro Arbitrage : Pálsson, Elíasson |
| 13 août 2016 11 h 30 | Marko Kopljar 6 | (14 - 12) | Michaël Guigou 10 | Future Arena, Rio de Janeiro Arbitrage : Pálsson, Elíasson |
| 13 août 2016 11 h 30 | ×4 ×5 ×1        | Rapport   | ×4 ×2             | Future Arena, Rio de Janeiro Arbitrage : Pálsson, Elíasson |

| 15 août 2016 14 h 40 | France            | 33 - 30   | Danemark        | Future Arena, Rio de Janeiro Arbitrage : Lah, Sok |
| 15 août 2016 14 h 40 | Daniel Narcisse 8 | (17 - 16) | Mikkel Hansen 8 | Future Arena, Rio de Janeiro Arbitrage : Lah, Sok |
| 15 août 2016 14 h 40 | ×2 ×3             | Rapport   | ×3 ×5           | Future Arena, Rio de Janeiro Arbitrage : Lah, Sok |

## Phase finale

### Quart de finale
| 17 août 2016 10 h 00 | France           | 34 - 27   | Brésil               | Future Arena, Rio de Janeiro Arbitrage : Horáček, Novotný |
| 17 août 2016 10 h 00 | Michaël Guigou 8 | (16 - 16) | Thiagus dos Santos 7 | Future Arena, Rio de Janeiro Arbitrage : Horáček, Novotný |
| 17 août 2016 10 h 00 | ×2 ×3            | Rapport   | ×3 ×4                | Future Arena, Rio de Janeiro Arbitrage : Horáček, Novotný |

### Demi-finale
| 19 août 2016 15 h 30 | France            | 29 - 28   | Allemagne         | Future Arena, Rio de Janeiro Affluence : 8 795 Arbitrage : Hansen, Gjeding |
| 19 août 2016 15 h 30 | Daniel Narcisse 7 | (16 - 13) | Uwe Gensheimer 11 | Future Arena, Rio de Janeiro Affluence : 8 795 Arbitrage : Hansen, Gjeding |
| 19 août 2016 15 h 30 | ×3 ×4             | Rapport   | ×3 ×5             | Future Arena, Rio de Janeiro Affluence : 8 795 Arbitrage : Hansen, Gjeding |

Médaillés d’argent aux JO d'Athènes en 2004 et champions d’Europe en titre, les handballeurs allemands ont survolé le premier tour, terminant en tête du groupe B. Dès le début du match, la France imprime un rythme redoutable qui étouffe les Allemands, Narcisse permettant aux Bleus de creuser un premier écart et Thierry Omeyer mettant à mal les tireurs adverses à neuf mètres. À la pause, les Français ont maintenu leur avance de trois buts (16-13). En deuxième période, s’échappe et compte même 7 buts d’avance (22-15). Dans les dix dernières minutes, la réussite insolente de Julius Kühn (8 buts) ramène l’Allemagne à cinq longueurs (25-20) et bientôt à une (27-26, 56e). Tobias Reichmann égalise à 28 partout à une minute de la fin du temps réglementaire, avant que Daniel Narcisse ne délivre ses partenaires, d’un shoot extraordinaire en pleine extension.

### Finale
| 21 août 2016 14 h 00 | Danemark        | 28 - 26   | France           | Future Arena, Rio de Janeiro Affluence : 9 978 Arbitrage : Raluy López, Sabroso Ramírez |
| 21 août 2016 14 h 00 | Mikkel Hansen 8 | (16 - 14) | Michaël Guigou 6 | Future Arena, Rio de Janeiro Affluence : 9 978 Arbitrage : Raluy López, Sabroso Ramírez |
| 21 août 2016 14 h 00 | ×2 ×4           | Rapport   | ×3 ×2            | Future Arena, Rio de Janeiro Affluence : 9 978 Arbitrage : Raluy López, Sabroso Ramírez |

En finale, la France retrouve le Danemark que les Bleus ont battu en phase de poule et lors de leurs deux dernières oppositions en finale, au Championnat du monde 2011 puis au Championnat d'Europe 2014. La France fait donc office de favori pour remporter son troisième titre consécutif. Mais les Danois et Mikkel Hansen intenables (8 buts) ont balayé les espoirs français : menés de deux buts à la mi-temps, les Français n'ont jamais été capables de combler ce retard et s’incline finalement de deux buts. C'est le premier échec en finale pour « Les Experts », victorieux des huit précédentes disputées lors des dix dernières années et pour l’équipe de France, seulement la seconde défaite en finale d’une compétition majeure après le Championnat du monde 1993.

## Statistiques et récompenses

### Récompenses
Trois joueurs de l'équipe de France sont désignés dans l'équipe-type de la compétition :
- Meilleur demi-centre : Nikola Karabatic
- Meilleur pivot : Cédric Sorhaindo
- Meilleur arrière droit : Valentin Porte

### Buteurs
Avec 39 buts marqués, Michaël Guigou est le meilleur buteur français et est le 7e meilleur buteur de la compétition :
| Rang  | Joueur             | Buts | Tirs | %      | 7 m   | MJ | Moy. |
| ----- | ------------------ | ---- | ---- | ------ | ----- | -- | ---- |
| 1     | Michaël Guigou     | 39   | 52   | 75,0 % | 19/26 | 8  | 4,9  |
| 2     | Daniel Narcisse    | 32   | 44   | 72,7 % | -     | 8  | 4,0  |
| 2     | Valentin Porte     | 32   | 49   | 65,3 % | 0/1   | 8  | 4,0  |
| 4     | Nikola Karabatic   | 26   | 40   | 65 %   | -     | 8  | 3,2  |
| 5     | Kentin Mahé        | 25   | 34   | 74 %   | 8/10  | 8  | 3,1  |
| 6     | Luc Abalo          | 21   | 33   | 66 %   | 0/1   | 8  | 2,6  |
| 7     | Cédric Sorhaindo   | 19   | 23   | 83 %   | -     | 8  | 2,4  |
| 8     | Adrien Dipanda     | 14   | 24   | 58 %   | -     | 8  | 1,8  |
| 9     | Luka Karabatic     | 10   | 12   | 83 %   | -     | 8  | 1,3  |
| 10    | Mathieu Grébille   | 9    | 28   | 32 %   | -     | 7  | 1,3  |
| 10    | Timothey N'Guessan | 9    | 16   | 56 %   | -     | 8  | 1,1  |
| 12    | Ludovic Fabregas   | 2    | 3    | 67 %   | -     | 8  | 0,3  |
| 12    | Thierry Omeyer     | 2    | 4    | 50 %   | -     | 8  | 0,3  |
| 14    | Vincent Gérard     | 1    | 2    | 50 %   | -     | 8  | 0,1  |
| Total | Total              | 241  | 363  | 66,4 % | 23/38 | 8  | 30,1 |

Remarque : les statistiques cumulées de l'équipe de France s'arrêtent après la demi-finale.

### Gardiens de but
Avec 33,6 % d’arrêts, Thierry Omeyer est le meilleur gardien français et est le 5e meilleur gardien de la compétition :
| Rang | Joueur         | %      | Arrêts | Tirs | MJ | Moy. | Buts |
| ---- | -------------- | ------ | ------ | ---- | -- | ---- | ---- |
| 1    | Thierry Omeyer | 33,6 % | 75     | 223  | 8  | 9,4  | 2/4  |
| 2    | Vincent Gérard | 25,9 % | 21     | 81   | 8  | 2,6  | ?    |